# Noor-ul-Haq Qadri
Pour les articles homonymes, voir Qadri.
Noor-ul-Haq Qadri ou Noorul-Haq Qadri (en ourdou : نور الحق قادری), né le 14 novembre 1970 dans le District de Khyber, est un homme politique pakistanais, ministre des Affaires religieuses et de l'Harmonie inter-religieuse depuis aout 2018.
D'abord sans étiquette puis membre du Mouvement du Pakistan pour la justice, Qadri a été élu trois fois député de l'Assemblée nationale depuis 2002.

## Études
Noor-ul-Haq Qadri est né le 14 novembre 1970 dans le District de Khyber située dans les régions tribales du Pakistan, d'une famille pachtoune. Il fait ses études à l'Université de Peshawar où il obtient une thèse en études islamiques. 

## Carrière politique

### Député
Noor-ul-Haq Qadri est élu député de l'Assemblée nationale pour la première fois lors des élections législatives de 2002, dans la dixième circonscription des régions tribales (District de Khyber) avec près de 45,5 % des voix. Il est élu sous une étiquette indépendante alors que les partis sont interdits dans les régions tribales. 
Réélu lors des élections de 2008, il bénéficie du soutien décisif de Shahjee Gul Afridi, propriétaire du groupe Al-Haj influent à Khyber et qui s'est enrichi grâce à des contrats de ravitaillements avec les forces de l'OTAN en Afghanistan. Leur alliance est toutefois rompue quand Qadri soutient la candidature de son frère Abdul Malik Qadri au Sénat, alors que le poste aurait été promi au groupe Al-Haj. De plus, les deux hommes bénéficient du soutien de tribus différentes et alors que Qadri est proche des barelvis, Afridi est un deobandi.
Qadri perd ainsi son siège lors des élections de 2013, ne réunissant que 29 % des voix, au profit de Shahjee Gul Afridi. Il regagne la circonscription lors des élections de 2018 avec 40,9 % des voix, où il se présente sous l'étiquette du Mouvement du Pakistan pour la justice, à la suite de l'autorisation des partis dans les régions tribales. Il bat de peu son rival Afridi qui réunit 36,8 % des voix.

### Ministre des Affaires religieuses

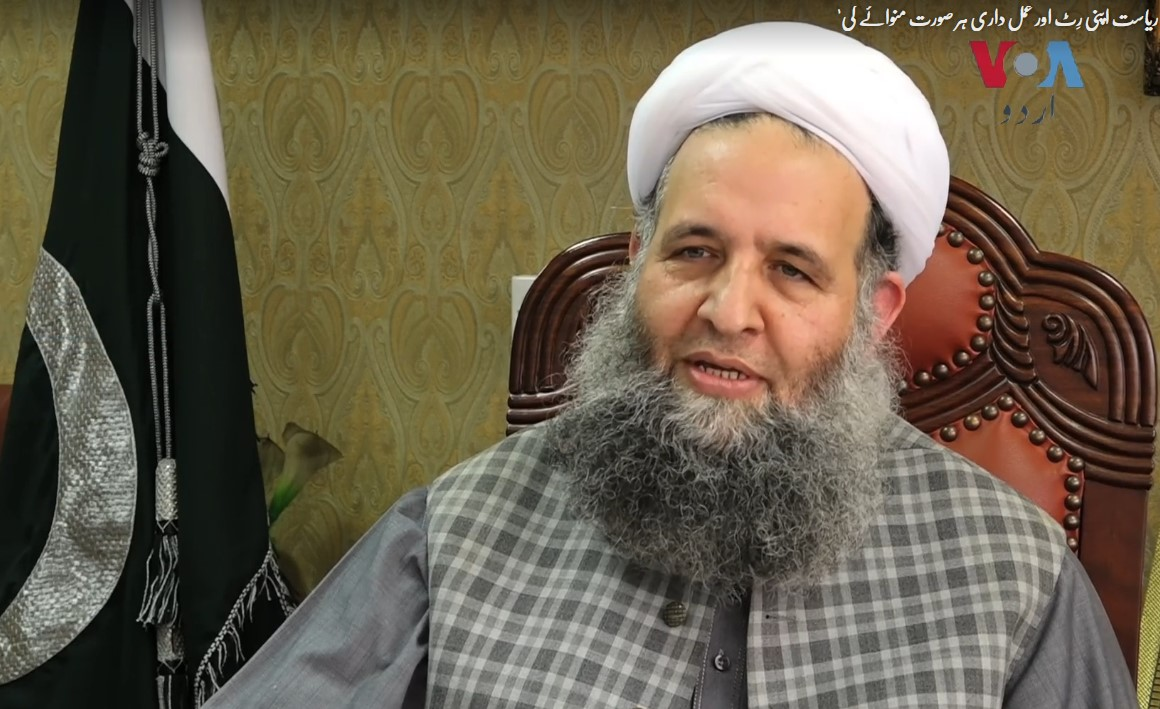
Noor-ul-Haq Qadri en 2020.

Le 18 aout 2018, Noor-ul-Haq Qadri est nommé ministre des Affaires religieuses et de l'Harmonie inter-religieuse dans le gouvernement fédéral du Premier ministre Imran Khan. En plus d'être chargé des affaires liées à l'islam, il est également concerné par les droits des minorités religieuses, souvent persécutées dans le pays, ainsi que des conflits sectaires, notamment entre sunnites et chiites. À ce sujet, il soutient la construction d'un temple hindou à Islamabad mais exprime des réticences sur son financement public. Il affirme également que les services de sécurité ont déjoué des tentatives de déstabilisation durant les célébrations chiites du mouharram. 
Qadri joue un rôle important au sein du gouvernement lors des négociations avec le parti islamiste Tehreek-e-Labbaik Pakistan (TLP), qui manifeste en 2018 contre l'acquittement d'Asia Bibi et en 2020 contre le président français Emmanuel Macron pour son soutien aux caricatures du prophète Mahomet. Il participe à la création d'accords polémiques entre le gouvernement et le TLP visant à mettre fin à la contestation.